# Vremja pervykh
Vremja pervykh (russisk: Время первых, da.: ~ Den første tid) er en russisk historisk dramafilm fra 2017 instrueret af Dmitrij Kiseljov.
Filmen handler om kosmonauten Aleksej Leonov, det første menneske, der gennemførte en rumvandring. Leonov var konsulent på filmen, der er co-produceret af Timur Bekmambetov og Jevgenij Mironov; sidstnævnte medvirkede også i hovedrollen som Leonov.
Filmen blev udgivet i Rusland den 6. april 2017, og modtog positiv kritik, men blev imidlertid en økonomisk fiasko.

## Medvirkende
- Jevgenij Mironov som Aleksej Leonov (kosmonaut)
- Konstantin Khabenskij som Pavel Beljajev (kaptajn på rumskibet)
- Vladimir Iljin som Sergej Koroljov (tekniker og designer af rumskibet)
- Anatoliy Kotenyov som Nikolaj Kamanin (generalløjtnant)
- Aleksandra Ursuliak som Svetlana Leonova
- Jelena Panova som Tatiana Beljajeva
- Aleksej Morozov som Gherman Titov (kosmonaut)
- Jurij Itskov som Boris Tjertok (designer)
- Vladimir Malyugin som Valerij Bykovskij (kosmonaut)
- Aleksandr Novin som Jevgenij Khrunov (kosmonaut)
- Gennady Smirnov som Konstantin Feoktistov (kosmonaut)
- Valerij Grisjko som Leonid Bresjnev (Sovjetunionens leder)